# William Vans Murray
William Vans Murray (Cambridge, 9 febbraio 1760 – Contea di Dorchester, 11 dicembre 1803) è stato un avvocato e politico statunitense.
Fu eletto alla Camera dei delegati del Maryland dal 1788 al 1790 ed alla Camera dei rappresentanti degli Stati Uniti per il Maryland dal 1791 al 1797; dal 1797 al 1801 fu ambasciatore degli Stati Uniti nei Paesi Bassi.

## Biografia
Nacque il 9 febbraio 1760 nella dimora di Glasgow, a Cambridge, nell'allora provincia del Maryland; studiò legge in Inghilterra.
Fu eletto alla Camera dei delegati del Maryland dal 1788 al 1790 e in seguito venne eletto nel 5° distretto della Camera dei rappresentanti degli Stati Uniti e successivamente nell'8° distretto, dopo che nel 1789 non era stato eletto. Fu nominato ambasciatore degli Stati Uniti nei Paesi Bassi, dal 1797 al 1801; sostenne la missione statunitense in Francia nei negoziati di pace.
Scrisse una serie di sei saggi, pubblicati a Filadelfia durante la Convenzione Costituzionale. Murray rifiutò la nozione, avanzata tra gli altri da Montesquieu, che la virtù fosse la fonte della democrazia. Indirizzò i suoi scritti a John Adams, l'allora ambasciatore degli Stati Uniti a Londra, e di cui Murray fu un discepolo politico.
Nel 1799 Murray fu nominato ambasciatore statunitense in Francia; in questa funzione giocò un ruolo minore nelle trattative di pace al termine della quasi-guerra alla Convenzione del 1800.